# Pierrot Lunaire (Marsh)
Pierrot Lunaire is een compositie van de Britse componist Roger Marsh uit 2000-2005.

## Geschiedenis
De Belgische dichter Albert Giraud (1860-1929) schreef op vierentwintigjarige leeftijd (1884) een serie van 50 gedichten rond Pierrot, de klassieke clown uit de commedia dell'arte. 'Pierrot Lunaire' betekent 'Pierrot in de maneschijn' of 'Maanzieke Pierrot'. De gedichten zijn geschreven in een specifieke dichtvorm, het rondo.
De Duitse dichter Otto Erich Hartleben (1864-1905) publiceerde in 1892 een vrije bewerking van de gedichten in het Duits, een cyclus van 21 gedichten (waarvan twee geheel door hemzelf geschreven), met veranderde volgorde, en met weglating van sommige beschreven personen. Arnold Schönberg heeft de tekst van Hartleben gebruikt voor zijn liederencyclus uit 1912.

## Hilliard Ensemble
Het Hilliard Ensemble geeft jaarlijks zomercursussen voor nieuw zang/koortalent. Voor hun cursus in 2000 werd Roger Marsh om een werk gevraagd, waarin zowel solo- als koorfragmenten voorkomen. Instrumentatie moest miniem zijn, of zelfs afwezig. Daarbij kwam dat het werk niet te moeilijk moet zijn, omdat er bijvoorbeeld rekening moest worden gehouden met talenten die ineens de cursus verlaten. Het moest het finalewerk van de cursus worden; zo veel mogelijk deelnemers moesten mee kunnen doen. Marsh was al bezig met werk van Albert Giraud en zag zijn kans schoon. Hij toonzette in eerste instantie 22 gedichten van de cyclus van Giraud voor stemmen en koor (net eentje meer dan Schönberg).
De première van deze uitvoering vond plaats in augustus 2001, met onder meer het Hilliard Ensemble. Marsh vond zelf dat het werk niet af was en begon te werken aan een complete versie (alle 50 delend), die voor het eerst werd uitgevoerd in november 2002, tijdens drie concerten aan de Universiteit van York, waar Marsh lesgeeft. De compositie werd uitgevoerd door studenten, zowel zangers als acteurs; er werd een waar theaterstuk van gemaakt. Marsh werd geholpen door een (inmiddels ex-)lid van The Hilliard, John Potter, ook verbonden aan die universiteit. Na nog enige bewerkingen verscheen een definitieve uitgave van de compositie in 2005.

## Compositie
De compositie is geschreven voor solisten, koor, spreekstem met een spaarzaam gebruik van muziekinstrumenten. De spreekstem is van Giraud zelf, alsof hij zijn werk ter plekke uitlegt. Alle gedichten zijn vertaald door Kay Boulier naar het Engels, waarbij geen vrijheden veroorloofd werden; de tekst moest een kopie zijn van het Frans. Om zo dicht mogelijk bij het origineel te blijven worden zowel de Frans- als Engelstalige teksten uitgesproken, wisselend door een van de solisten, koorleden of spreekstem. Hoewel gecomponeerd in de 21e eeuw klinkt het werk middeleeuws (zoals ook de rondo een middeleeuwse dichtvorm is). Maar in het werk zit ook een beatbox verwerkt, en dat is typisch 21e-eeuwse muziek.

## Bron en discografie
- Uitgave NMC Recordings 127; met onder meer The Hilliard Ensemble.